# 埃迪·默克斯
爱德华·路易·约瑟夫·默克斯（法語：Édouard Louis Joseph Merckx，法語發音：[edwaʁ lwi ʒozɛf mɛʁks]；1945年6月17日—），以埃迪·默克斯（法語：Eddy Merckx，法語發音：[ɛdi mɛʁks]）為人知，比利时职业自行车选手，生于圣彼得斯-沃吕沃。他曾经夺得所有三大环赛和五大古典赛的冠军，其中包括五次环法自行车赛冠军。被称作“食人魔”，是史上最伟大的自行车选手。
默克斯活躍於環法的時間不長，但車手生涯在三大賽以及古典賽都有奪冠紀錄，且五度奪得環法冠軍，功績之外，烙印在車迷心中的，是他對勝利的執著，因而有「食人魔」的封號。
自行車競賽講求精密分工，每個人各司其職，衝刺型選手在平路賽段自然傾巢而出，但在高山賽段只求別被關門，很少紅點衫兼穿綠衫的車手。
默克斯卻是當中的例外，每一站都恨不得自己是單站冠軍，登山點、衝刺點都要搶，1969年首度稱霸環法，黃衫、綠衫、紅點衫一件都沒讓給別人(雖然他當時24歲，符合現在代表新人王(25歲以下總成績最優)的白衫，但是他沒有白衫，因為這個獎項1975年才開始頒發)。
「當我還是個小男生，就夢想要成為車手，那麼做為一個車手，我就想成為冠軍！」默克斯說，這因此造就他對冠軍的飢渴，然後就有車手的女兒稱他「食人魔」。
在1975年環法，默克斯在終點被觀眾攻擊，用藥與傷勢影響後來的表現，還發生嚴重的摔車，導致面部骨折，當年還拿下第二，但之後逐漸走下坡，3年後告別職業生涯。
後來默克斯回憶說，摔車造成的傷讓他疼痛欲裂，最後的高山賽段已經瀕臨崩潰，「我一直咬牙苦撐，雖然我沒辦法咬合！」
這件事讓他感觸良多，2015年過70歲生日時曾透露，「1983年，我38歲，我父親去世了，我意識到自己孤立無援，以後你出了什麼事情都得靠自己，沒人可以保護你，或許那一天才真正宣告我的青春歲月結束吧！」
默克斯退休後創立自己同名品牌，生產頂級公路車，以他過去比賽經驗打造車款，他笑說自己因為閒不下來，而且自行車領域還有好多學不完的東西。
。

## 职业生涯
1964年，他参加了东京举行的夏季奥运会自行车赛，获得第12名。1965年成为职业选手。1968年，他加盟意大利Faema车队。

## 參閱
1. ↑  .   [2013-07-26]. （原始内容存档于2021-02-11）.
2. ↑  Velonews.com. . 17 June 2005  [13 June 2008].[永久]

## 閱讀
- Vanwalleghem, Rik. . Boulder. 1996. ISBN 1-884737-22-6.
- Vanwalleghem, Rik. . Helios. 1989. ISBN 90-289-1465-X.
- Rosier, Erik. . Franco-Suisse. 1973. OCLC 57423874.
- Cornand, Jan and Blancke, Andre. . Het Volk. 1975.